# David Gilmour (album)
Albums de David Gilmour
About Face
(1984)
Singles
1. There's No Way Out of Here / Deafinitely
Sortie : 1978

David Gilmour est le premier album solo de l'artiste homonyme, le guitariste de Pink Floyd. Il sort le 25 mai 1978 sur le label Harvest et est produit par Gilmour lui-même.

## Historique
L'album sort en mai 1978 en Angleterre et un mois plus tard aux États-Unis. Les musiciens qui apparaissent avec lui, Rick Wills à la basse et Willie Wilson à la batterie, sont ceux avec lesquels Gilmour jouait dans le groupe Joker's Wild avant qu'il ne rejoigne Pink Floyd en 1968. L'origine de ce groupe remonte à 1962 alors qu'il s'appelait The Ramblers, puis au fil du temps et du changement de personnel (Gilmour se joignit à eux en 1964) il changea de nom et devint Joker's Wild en 1966, puis Bullitt et finalement The Flowers.
La chanson Short and Sweet est écrite avec Roy Harper, qui la reprendra d'ailleurs avec des arrangements différents sur son album The unknown soldier en 1980, avec David Gilmour comme guitariste invité. Ce même Roy Harper a déjà collaboré avec Pink Floyd sur la chanson  Have a Cigar de l'album Wish You Were Here, c'est lui qui la chante.

### Promotion
Un film promotionnel est tourné en 1978 : on y voit évidemment David à la guitare et au chant, en plus de Rick Wills à la basse et Willie Wilson à la batterie. Ils sont accompagnés du frère de David, Mark Gilmour à la guitare rythmique et l'ex-Faces Ian McLagan à l'orgue. Ils interprètent les pièces suivantes ; Mihalis, There's no way out of here, So far away, No way et I can't breathe anymore. 
Puis David fait une tournée des stations de radio FM en Amérique du Nord, pour y faire des entrevues, l'effort n'a pas été vain puisque l'album se retrouve en 29e position sur le chart du Billboard. Dans une entrevue du magazine américain Circus de 1978, David déclare au sujet de son album :" Cet album a été important pour moi en termes de respect envers moi-même. Au début, je ne croyais pas que mon nom serait assez gros, assez connu pour porter un tel disque en termes de ventes. Lorsqu'on est dans un groupe comme je le suis depuis si longtemps, on a tendance à devenir un peu claustrophobe, j'ai alors ressenti le besoin de sortir de ce cadre, de l'ombre de Pink Floyd."

## Liste des titres
Toutes les chansons sont de David Gilmour, sauf indications contraires.

### Face 1
1. Mihalis – 5:46 (instrumental)
2. There's No Way Out of Here (Musique et paroles Ken Baker, arrg par Gilmour) – 5:08
3. Cry From the Street (Gilmour, Electra Stuart) – 5:13
4. So Far Away – 6:04

### Face 2
1. Short and Sweet (David Gilmour, Roy Harper) – 5:30
2. Raise My Rent – 5:33 (instrumental)
3. No Way – 5:32
4. Deafinitely – 4:27 (instrumental)
5. I Can't Breathe Anymore – 3:04

## Musiciens
- David Gilmour : chant, guitares acoustique et électrique, guitare steel sur (7, 9), orgue Hammond sur (2, 3, 5-9) , Synthétiseur Solina String sur (7, 9), piano sur (4), harmonica sur (2), production, concept de la pochette
- Rick Wills : basse, chœurs
- Willie Wilson : batterie, percussions

### Musiciens additionnels
- Mick Weaver  : piano sur (4)
- Carlena Williams, Debbie Doss, Shirley Roden  : chœurs sur (2, 4)

## Charts et certification
| Pays             | Durée du classement | Meilleur classement |
| ---------------- | ------------------- | ------------------- |
| Allemagne        | 10 semaines         | 17e                 |
| Canada           | 13 semaines         | 28e                 |
| États-Unis       | 18 semaines         | 29e                 |
| France           | 40 semaines         | 15e                 |
| Italie           | 1 semaine           | 80e                 |
| Nouvelle-Zélande | 5 semaines          | 22e                 |
| Royaume-Uni      | 9 semaines          | 17e                 |
| Suède            | 6 semaines          | 21e                 |

| Pays       | Certification | Ventes    | Date       |
| ---------- | ------------- | --------- | ---------- |
| États-Unis | Or            | 500 000 + | 17/11/2000 |